# Kéthely
Kéthely es un pueblo ubicado en el distrito de Marcali, en el condado de Somogy, Hungría.

## Superficie
Posee una superficie de 49,06 kilómetros cuadrados.

## Demografía
Hasta 2019 la población era de 2261 habitantes, con una densidad de población de 46,09 habitantes por kilómetro cuadrado.